# William Machado
William Machado, vollständiger Name William Floricio Machado Caetano, (* 31. Mai 1994 in Treinta y Tres) ist ein uruguayischer Fußballspieler.

## Karriere
Der 1,73 Meter große Defensivakteur Machado steht seit der Apertura 2015 im Profikader des Zweitligisten Canadian Soccer Club. Dort debütierte er unter Trainer Elio Rodríguez am 25. Oktober 2015 bei der 0:1-Heimniederlage gegen den Club Atlético Progreso mit einem Startelfeinsatz in der Segunda División. Insgesamt lief er in der Spielzeit 2015/16 zweimal in der zweithöchsten uruguayischen Spielklasse auf. Einen Treffer erzielte er nicht. In der Saison 2016 bestritt er kein Zweitligaspiel.